# Andrey Alexander

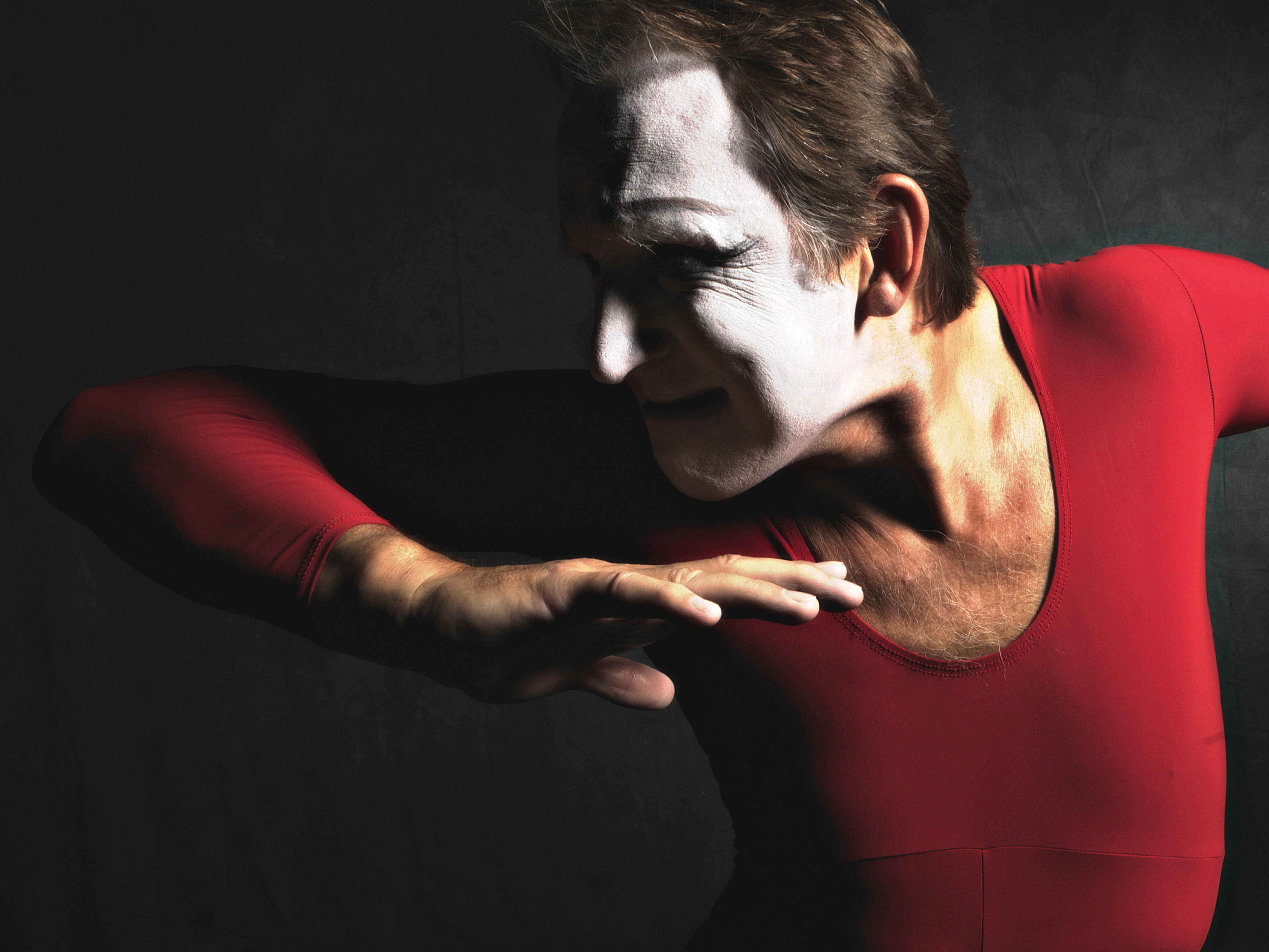
Andrey Alexander (2006)

Andrey Alexander (Geburtsname Alexander Andrejew; * in Chabarowsk, Sibirien) – ist Künstler, Regisseur und Autor.

## Leben
Andrey Alexander studierte am Moskauer „Grün-Theater“ Pantomime, klassisches Ballet und Akrobatik. Es folgte ein Studium an der Hochschule für Theaterwissenschaften in Moskau, das er mit Schauspielerexamen und Regiediplom abschloss. Anschließend arbeitete er viele Jahre als Solist im traditionellen Moskauer Pantomimen-Ensemble. 1980 begegnete er in Moskau Marcel Marceau, mit dem ihn bis zu dessen Tod eine langjährige Freundschaft verband.
Seit 1990 tritt er mit seinen Soloprogrammen auf der ganzen Welt auf, so beim All World Festival Moskau, dem Internationalen Pantomimenfestival Primorsko/Bulgarien, beim Festival Gestisches Theater Berlin, First International Pantomime Festival Shanghai und anderen. Er wurde bei zahlreichen internationalen Festivals ausgezeichnet.
Mit der Autorin und Filmemacherin Angelika Gebhard bereiste er seit 1996 Russland und die Ukraine und produzierte mit ihr darüber Bücher und Dokumentarfilme, die in den dritten Programmen des deutschen Fernsehens ausgestrahlt wurden.
2007 begann er eine vollständige Fotokunstrekonstruktion der vier Friese des Pergamonaltars. 2010 veröffentlichte er in einem Kalender die Rekonstruktion des Ostfrieses. 2013 war seine Fotokunstausstellung Giganten gegen Götter im Puschkin-Museum in Moskau zu sehen. Weitere Ausstellungen folgten, so 2015 im Moskauer Architekturmuseum und 2017 als Deutschlandpremiere in München, unter dem Titel Die zwei Leben des Pergamonaltars.

## Auszeichnungen
- 1. Preis Internationales Pantomimenfestival Primorsko/Bulgarien
- 1. Preis – Brillantauge „Herz gegen Hass“ Köln
- Auszeichnung All World Festival Moscow
- Special Award 1. International Pantomime Festival Shanghai
- „Pantomimi Ars Universalis“ – Peter Makal Medaille
- 1. Preis von Jury und Publikum „International Festival of Monodrama and Mime“ Belgrad
- Sonderpreis für die beste Pantomime, Kleinkunstfestival Leipzig

## Buchveröffentlichungen
- (gemeinsam mit Angelika Gebhard) Wolgareise – Russische Lebensart zwischen Sankt Petersburg und Odessa, München: Herbig 2007;
- Mit Rollo auf Abenteuerkurs – Spurensuche im Schwarzen Meer, Delius Klasing;
- Zauber der Wolga – Abenteuer unter russischer Flagge, Delius Klasing;

## Filmdokumentationen
- Kurs Abenteuer: 3-teilige Fernsehserie in Coproduktion mit dem BR über ihre Fahrt mit Rollo Gebhard und Angelika Gebhard von Regensburg bis in den Kaukasus
- Zauber der Wolga: 5-teilige Fernsehserie in Coproduktion mit dem BR über die  Erstbefahrung der Wolga mit eigenem Boot
- Unter falscher Flagge: 2-teilige Fernsehserie in Coproduktion mit dem BR.
- Giganten gegen Götter, Kurzfilm Ausstellung Puschkin-Museum.

## Fotoausstellungen
- Zentrale HypoVereinsbank, München
- Zentrale Commerzbank, München
- Nationalgalerie Lipetsk, Russland
- Puschkin-Museum, Moskau
- Architekturmuseum, Moskau
- Museum für Abgüsse klassischer Bildwerke, München